# Bombola (subacquea)

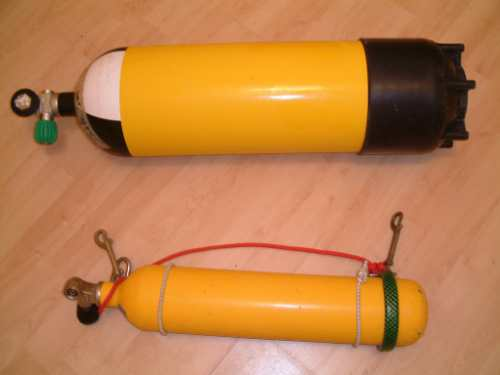
Due bombole, una da 12 e una da 3 litri.

La bombola subacquea è il contenitore ad alta pressione preposto al trasporto sott'acqua della riserva di gas respirabile necessario per la respirazione durante un'immersione. Nella maggior parte dei casi questo gas è aria, ma ormai sempre più spesso si utilizzano gas puri, miscele binarie o ternarie che più generalmente vengono classificate solo come gas.
Nella storia dei recipienti in pressione c'è stata una notevole evoluzione e ciò è dovuto alla miglior qualità dei processi di estrusione del metallo in fase di costruzione ed alla miglior qualità dei metalli stessi che hanno visto ridurre gli spessori dei contenitori ed aumentare le pressioni di esercizio. In particolare le pressioni sono passate da circa 100 bar nominali degli anni quaranta ai 150 bar degli anni settanta, ai 200 bar degli anni ottanta.

## Caratteristiche
È formata da una bottiglia cilindrica in acciaio o alluminio con una strozzatura detta collo e da una rubinetteria, fissata al collo, per la regolazione del flusso dell'aria. Il fondo può essere arrotondato, ed in questo caso necessita di un fondello in plastica per rimanere in piedi durante l'assemblaggio del gruppo ARA (Autorespiratore ad aria: il "sistema" bombola, erogatore e relativo manometro di misurazione), oppure piatto (quest'ultimo in genere solo sulle bombole di alluminio).
Le dimensioni più comuni sono quelle da 0,85, 3, 5, 7, 10, 12, 15, 18 e 20 litri ma in alcuni casi due o più bombole possono essere assemblate in uno o più circuiti d'aria in modo da ottenere capacità superiori.
Moltiplicando il volume interno della bombola (in litri) per la pressione di ricarica (in atmosfere) si ottiene la capacità complessiva di gas respirabile. Una bombola da 15 litri, che venga caricata a 200 atmosfere, avrà quindi una capacità totale di 3.000 litri.
C'è però da osservare che l'aria, oltre i 100 bar, non si comporta più come un gas perfetto e già a 200 bar c'è un difetto di circa il 10%. Per cui, una bombola da 10 lt riempita a 200 bar ha in realtà 1900 lt di aria circa e non 2000. Questo difetto aumenta all'aumentare della pressione e quindi, laddove il calcolo esatto dell'autonomia rappresenti un fattore di sicurezza ineludibile, s'applicheranno dei parametri correttivi per conoscere esattamente la quantità di gas disponibile.

## Collaudo
A causa dei materiali utilizzati e, soprattutto, delle pressioni a cui sono sottoposte, le bombole vanno collaudate presso appositi centri autorizzati a scadenza che varia a seconda dello stato in cui verranno utilizzate. Durante il collaudo viene controllata la corrosione interna ed esterna e la resistenza ad una pressione più alta di quella normale (chiamata pressione di collaudo che varia tra i 300 e i 430 bar).
In Italia questi controlli devono essere effettuati dopo 4 anni dalla data di costruzione e in seguito ogni  due anni. Il controllo viene effettuato riempiendo la bombola di acqua lasciando spazio solo per circa 1 litro d'aria che viene messo in pressione con una pompa a mano dopo che la bombola viene immersa in una vasca d'acqua. Alla massima pressione di collaudo la bombola rimane pressurizzata per circa 1 min per poi venir timbrata con la data di collaudo e se presente un ingegnere dell'INAIL anche con un timbro a "stellina".
La presenza di rubinetterie di vecchia normativa ( 3/4 ) non pregiudica il collaudo della bombola. Se questa non presenta difetti strutturali e supera il collaudo previsto, viene normalmente rimontata la vecchia rubinetteria, opportunamente revisionata e con la sostituzione della guarnizione (o-ring) del collo bombola.

## Capacità della bombola
L'aria contenuta nella bombola, e di conseguenza l'autonomia che essa può fornire durante un'immersione subacquea, dipende dalla capacità e dalla pressione di carica della bombola stessa.
In particolare si ha fino alla pressione di circa 250 bar:
{\displaystyle {\mathsf {VolumeAriaContenuta=CapacitaBombola*PressioneCarica}}}
oltre i 250 bar invece la formula diventa:
{\displaystyle {\mathsf {VolumeAriaContenuta=CapacitaBombola*PressioneCarica*Kmole}}}
ove Kmole non è più 1 ma si riduce al crescere della pressione! 
Dato che, all'aumento della profondità, aumenta anche la quantità di aria respirata dal subacqueo (in quanto utilizzata sempre a pressione ambiente), e assumendo che si consumano circa 20 litri di aria al minuto durante una normale attività, il consumo di aria è pari a
{\displaystyle {\mathsf {Consumo_{litri}=20*PressioneAmbiente*Tempo}}}
Il tempo di autonomia ad una certa profondità sarà quindi
{\displaystyle {\mathsf {Autonomia_{minuti}=VolumeAriaContenuta/(20*PressioneAmbiente)}}}
Andrebbe segnalato che un simile calcolo assume che l'aria si comporti come un gas perfetto nelle condizioni di elevata pressione a cui è sottoposta: da un punto di vista prettamente fisico questa assunzione è scorretta, e ripetendo il calcolo con l'equazione di Van der Waals per i gas reali si nota che la capacità effettiva è di diversi punti percentuali più elevata. D'altra parte questa correzione non ha importanza pratica per il subacqueo, specialmente visto che il calcolo "ingenuo" porta ad una prudente sottostima.

## Precisazioni
La bombola del subacqueo è generalmente caricata con aria compressa. Per immersioni in acque poco profonde (entro i 40 m) le bombole possono essere caricate con il cosiddetto Nitrox, aria che contiene una percentuale maggiore di ossigeno rispetto all'aria che respiriamo (che ne contiene circa il 20,8%), per ridurre gli effetti della narcosi da azoto e aumentare i tempi di fondo.
Per scendere oltre i 50 metri si prediligge l'utilizzo di miscele ternarie, la più diffusa poiché commercialmente risulta essere la più economica è chiamata Trimix ovvero, una miscela che è composta da Ossigeno Azoto ed Elio, l'utilizzo di Elio nella miscela respiratoria in piccole percentuali consente grazie alla sua molecola che è 7 volte minore dell'aria di attenuare fortemente l'effetto narcotico dell'azoto. 
La molecola dell'elio che è minore dell'azoto di circa 7 volte tende a saturare prima e più velocemente i tessuti del nostro corpo per cui, aumentare la percentuale di elio oltre il 30-40% della miscela totale respirata, comporta un peggioramento della decompressione, cioè un suo aumento. L'effetto narcotico dell'azoto viene eliminato completamente se utilizziamo una miscela binaria fatta solo con Elio e Ossigeno chiamata anche Eliox, ma si espone il nostro corpo a problemi di HPNS (sindrome da alta pressione) ed è sconsigliabile se non si effettua immersioni in saturazione cioè con permanenza sul fondo per un tempo non inferiore a 7 giorni.
La pressione parziale (Pp) di Ossigeno, a cui ci si può spingere varia fino ad un Max di 1,6 Ata, dove ogni didattica raccomanda la sua nello specifico. È utile sapere che la fascia da 1,6 a 2,5 Ata è utilizzata da Operatori Subacquei che hanno un gran consumo di ossigeno e riescono a gestire in tal modo sforzi fisici e affaticamento durante immersioni per lavoro molto profonde (fino a 250 m); oltre i 2,5 Ata e fino a 3,5 Ata è una somministrazione ossigeno che rimane solo nel campo medico in camera iperbarica.

## Contenuti
Le bombole in generale possono contenere diversi tipi di gas. Per differenziarli si usa una colorazione diversa dell'ogiva. I colori e contenuti sono:

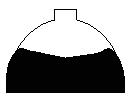
Ogiva Aria
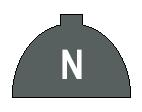
Ogiva Azoto
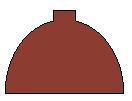
Ogiva elio
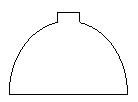
Ogiva Ossigeno

## Rubinetteria

Regolatore con collegamento DIN e INT-bottiglia

INT-flacone secondo ISO 12209-3 nella vista in sezione.

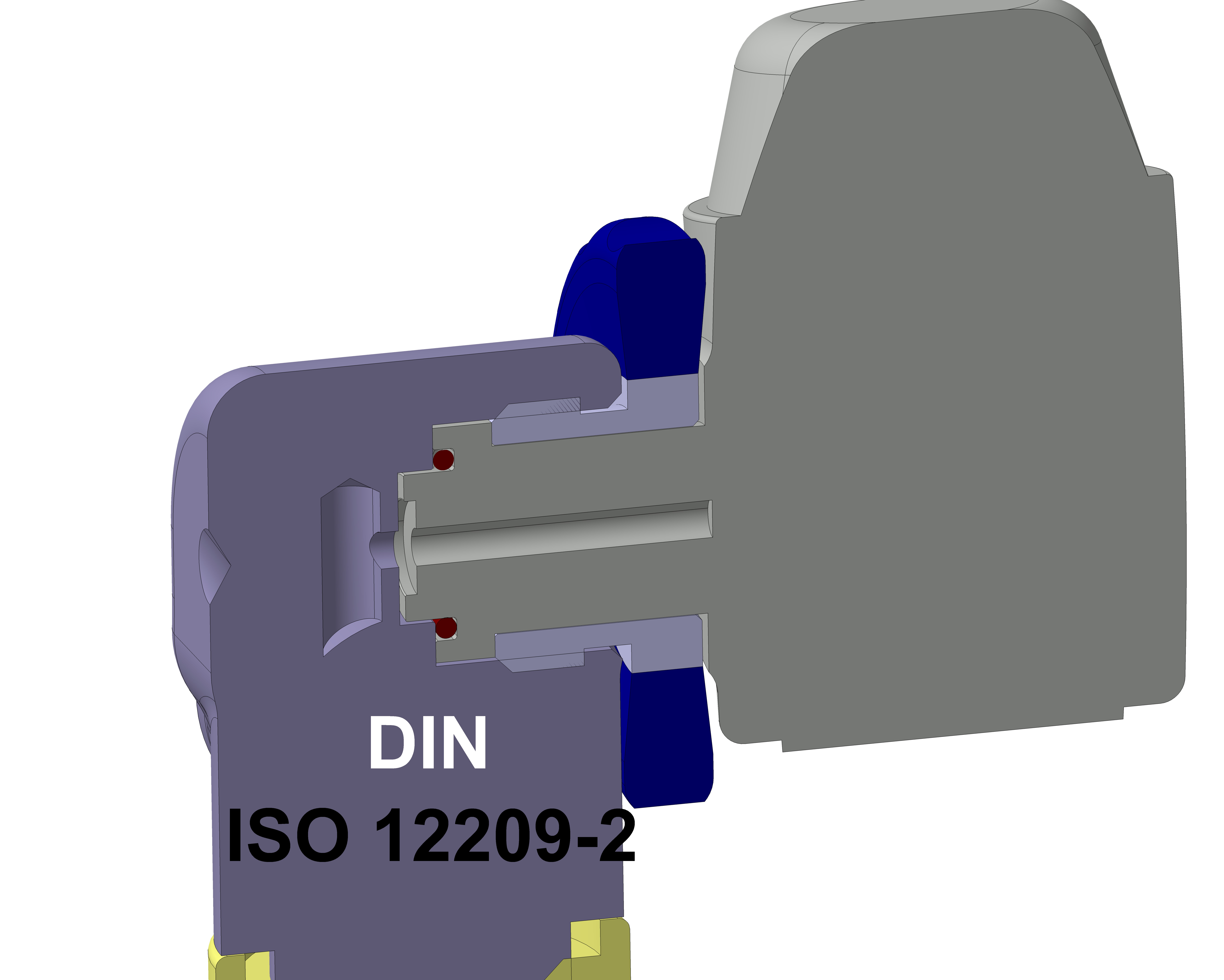
DIN-flacone secondo ISO 12209-2 nella vista in sezione.

La rubinetteria viene montata sulla bombola grazie ad un filetto che per legge deve essere di tipo MA 25x2 e può avere uno o due rubinetti per l'erogazione del gas, l'aggancio degli erogatori al rubinetto può esser fatto in 2 modi grazie all'attacco DIN o all'attacco INT; il primo è avvitato sul rubinetto e la guarnizione detta O-Ring rimane sull'erogatore, mentre il secondo detto INT o INTERNAZIONALE si effettua grazie ad una staffa che abbracciando il rubinetto stesso crea una tenuta appoggiando l'erogatore al rubinetto. Il secondo presenta 2 O-Ring di tenuta (interno ed esterno) ad un riduttore di attacco che viene montato sulla bombola ed in gergo viene definito "nottolino o caramella". Resta inevitabile che l'aumento degli O.Ring aumenti la possibilità di perdite o di guasti.

## Accessori
Gli accessori di cui può essere dotata una bombola sono:
- rete di protezione, per salvaguardare la vernice dai graffi ed allo stesso tempo garantire un'ottima presa al giubbotto ad assetto variabile (GAV);
- maniglia di trasporto, che viene fissata intorno al collarino della bombola, per un trasporto più comodo.